# Norman Bates
Norman Bates este un personaj fictiv, un psihopat care suferă de dublă personalitate. Este creat de scriitorul Robert Bloch și apare, de asemenea, în thrillerul lui Alfred Hitchcock Psycho și în continuările sale.  Personajul este inspirat de Ed Gein (1906-1984), un criminal american.

## Biografie fictivă
S-a născut la 12 aprilie 1934, tatăl său fiind John/Sam Bates, iar mama Norma Bates.
Moartea tatălui în timpul copilăriei sale a avut un impact extrem de puternic asupra psihicului lui Norman. Acesta a devenit o fire retrasă, care se simțea în siguranță numai atunci când se afla lângă mama sa. După moartea mamei sale, nedorind să accepte acest lucru, i-a uscat trupul și a păstrat-o ca pe o mumie.
În timp, el a început să vorbească cu cadavrul mamei sale, ca și cum ar fi fost în viață. El a îmbrăcat și a încercat să hrănească cadavrul, care a început să capteze toate gândurile și sentimentele lui Norman Bates. Uneori, el a început să-i imite viața, fenomen psihologic pe care psihologii îl numesc „dedublare”, un tip de schizofrenie. Norman Bates a devenit potențial periculos pentru alte persoane, la fel cum era și „mama” sa crudă și nemiloasă.
A decedat la 19 mai 1992.